# Gran Premi del Japó del 2017
El Gran Premi del Japó de Fórmula 1 de 2017 serà la setzena carrera de la temporada 2017. Tindrà lloc del 6 al 8 d'octubre en el Circuit de Suzuka, a Suzuka. Nico Rosberg va ser el vencedor de l'edició anterior, seguit per Max Verstappen i Lewis Hamilton. Els pilots que estaran en actiu que han guanyat al Japó són Fernando Alonso, Lewis Hamilton, Sebastian Vettel i Kimi Räikkönen.

## Entrenaments lliures

### Primers lliures
Resultats
| Pos. | Nº | Pilot            | Equip/Motor          | Millor temps | Diferència | Compost | Voltes |
| ---- | -- | ---------------- | -------------------- | ------------ | ---------- | ------- | ------ |
| 1    | 5  | Sebastian Vettel | Ferrari              | 1:29.166     | —          | SS      | 23     |
| 2    | 44 | Lewis Hamilton   | Mercedes AMG         | 1:29.377     | +0.211     | SS      | 29     |
| 3    | 3  | Daniel Ricciardo | Red Bull - TAG Heuer | 1:29.541     | +0.375     | SS      | 27     |
| 4    | 7  | Kimi Räikkönen   | Ferrari              | 1:29.638     | +0.472     | SS      | 22     |
| 5    | 77 | Valtteri Bottas  | Mercedes AMG         | 1:30.151     | +0.985     | SS      | 30     |

### Segons lliures
Resultats
| Pos. | Nº | Pilot          | Equip/Motor             | Millor temps | Diferència | Compost | Voltes |
| ---- | -- | -------------- | ----------------------- | ------------ | ---------- | ------- | ------ |
| 1    | 44 | Lewis Hamilton | Mercedes AMG            | 1:48.719     | —          | W       | 4      |
| 2    | 31 | Esteban Ocon   | Force India             | 1:49.518     | +0.799     | W       | 3      |
| 3    | 11 | Sergio Pérez   | Force India             | 1:51.345     | +2.626     | W       | 3      |
| 4    | 19 | Felipe Massa   | Williams Martini Racing | 1:52.146     | +3.427     | W       | 3      |
| 5    | 18 | Lance Stroll   | Williams Martini Racing | 1:52.343     | +3.624     | W       | 4      |

### Tercers lliures
Resultats
| Pos. | Nº | Pilot            | Equip/Motor          | Millor temps | Diferència | Compost | Voltes |
| ---- | -- | ---------------- | -------------------- | ------------ | ---------- | ------- | ------ |
| 1    | 77 | Valtteri Bottas  | Mercedes AMG         | 1:29.055     | —          |         | 9      |
| 2    | 44 | Lewis Hamilton   | Mercedes AMG         | 1:29.069     | +0.014     |         | 19     |
| 3    | 5  | Sebastian Vettel | Ferrari              | 1:29.379     | +0.324     |         | 23     |
| 4    | 33 | Max Verstappen   | Red Bull - TAG Heuer | 1:29.910     | +0.855     |         | 15     |
| 5    | 3  | Daniel Ricciardo | Red Bull - TAG Heuer | 1:30.018     | +0.963     |         | 13     |

## Classificació
Resultats
| Pos. | Nº | Pilot             | Equip-motor             | Part 1   | Part 2   | Part 3   | Graella |
| ---- | -- | ----------------- | ----------------------- | -------- | -------- | -------- | ------- |
| 1    | 44 | Lewis Hamilton    | Mercedes AMG            | 1:29.047 | 1:27.819 | 1:27.319 | 1       |
| 2    | 77 | Valtteri Bottas   | Mercedes AMG            | 1:29.332 | 1:28.543 | 1:27.651 | 7       |
| 3    | 5  | Sebastian Vettel  | Ferrari                 | 1:29.352 | 1:28.225 | 1:27.791 | 3       |
| 4    | 3  | Daniel Ricciardo  | Red Bull - TAG Heuer    | 1:29.475 | 1:28.935 | 1:28.306 | 3       |
| 5    | 33 | Max Verstappen    | Red Bull - TAG Heuer    | 1:29.181 | 1:28.747 | 1:28.332 | 4       |
| 6    | 7  | Kimi Räikkönen    | Ferrari                 | 1:29.163 | 1:29.079 | 1:28.498 | 10      |
| 7    | 31 | Esteban Ocon      | Force India             | 1:30.115 | 1:29.199 | 1:29.111 | 5       |
| 8    | 11 | Sergio Pérez      | Force India             | 1:29.696 | 1:29.343 | 1:29.260 | 6       |
| 9    | 19 | Felipe Massa      | Williams Martini Racing | 1:30.352 | 1:29.687 | 1:29.480 | 8       |
| 10   | 14 | Fernando Alonso   | McLaren F1 Team         | 1:30.525 | 1:29.749 | 1:30.687 | 20      |
| 11   | 2  | Stoffel Vandoorne | McLaren F1 Team         | 1:30.654 | 1:29.778 |          | 9       |
| 12   | 27 | Nico Hülkenberg   | Renault                 | 1:30.252 | 1:29.879 |          | 11      |
| 13   | 20 | Kevin Magnussen   | Haas F1 Team            | 1:30.774 | 1:29.972 |          | 12      |
| 14   | 30 | Jolyon Palmer     | Renault                 | 1:30.516 | 1:30.022 |          | 18      |
| 15   | 55 | Carlos Sainz      | Scuderia Toro Rosso     | 1:30.565 | 1:30.413 |          | 19      |
| 16   | 8  | Romain Grosjean   | Haas F1 Team            | 1:30.849 |          |          | 13      |
| 17   | 10 | Pierre Gasly      | Scuderia Toro Rosso     | 1:31.317 |          |          | 14      |
| 18   | 18 | Lance Stroll      | Williams Martini Racing | 1:31.409 |          |          | 15      |
| 19   | 9  | Marcus Ericsson   | Sauber F1 Team          | 1:31.597 |          |          | 16      |
| 20   | 94 | Pascal Wehrlein   | Sauber F1 Team          | 1:31.885 |          |          | 17      |

## Carrera
Resultats
| Pos. | Nº | Pilot             | Equip-motor             | Voltes | Temps/Retirat | Graella | Punts |
| ---- | -- | ----------------- | ----------------------- | ------ | ------------- | ------- | ----- |
| 1    | 44 | Lewis Hamilton    | Mercedes AMG            | 53     | 1:27:31.194   | 1       | 25    |
| 2    | 33 | Max Verstappen    | Red Bull - TAG Heuer    | 53     | +1.211        | 4       | 18    |
| 3    | 3  | Daniel Ricciardo  | Red Bull - TAG Heuer    | 53     | +9.679        | 3       | 15    |
| 4    | 77 | Valtteri Bottas   | Mercedes AMG            | 53     | +10.580       | 6       | 12    |
| 5    | 7  | Kimi Räikkönen    | Ferrari                 | 53     | +32.622       | 10      | 10    |
| 6    | 31 | Esteban Ocon      | Force India             | 53     | +1:07.788     | 5       | 8     |
| 7    | 11 | Sergio Pérez      | Force India             | 53     | +1:11.424     | 7       | 6     |
| 8    | 20 | Kevin Magnussen   | Haas F1 Team            | 53     | +1:28.953     | 12      | 4     |
| 9    | 8  | Romain Grosjean   | Haas F1 Team            | 53     | +1:29.883     | 13      | 2     |
| 10   | 19 | Felipe Massa      | Williams Martini Racing | 52     | +1 volta      | 8       | 1     |
| 11   | 14 | Fernando Alonso   | McLaren F1 Team         | 52     | +1 volta      | 20      |       |
| 12   | 30 | Jolyon Palmer     | Renault                 | 52     | +1 volta      | 18      |       |
| 13   | 10 | Pierre Gasly      | Scuderia Toro Rosso     | 52     | +1 volta      | 14      |       |
| 14   | 2  | Stoffel Vandoorne | McLaren F1 Team         | 52     | +1 volta      | 9       |       |
| 15   | 94 | Pascal Wehrlein   | Sauber F1 Team          | 51     | +2 voltes     | 17      |       |
| Ret  | 18 | Lance Stroll      | Williams Martini Racing | 47     | Accident/Roda | 18      |       |
| Ret  | 27 | Nico Hülkenberg   | Renault                 | 44     | Mecànics/DRS  | 12      |       |
| Ret  | 9  | Marcus Ericsson   | Sauber F1 Team          | 9      | Accident      | 16      |       |
| Ret  | 5  | Sebastian Vettel  | Ferrari                 | 5      | Bugia         | 2       |       |
| Ret  | 55 | Carlos Sainz      | Scuderia Toro Rosso     | 0      | Accident      | 19      |       |

## Classificacions després de la carrera
| Pos. | Pilot            | Punts | Canvis de posició |
| ---- | ---------------- | ----- | ----------------- |
| 1    | Lewis Hamilton   | 306   | =                 |
| 2    | Sebastian Vettel | 247   | =                 |
| 3    | Valtteri Bottas  | 234   | =                 |
| 4    | Daniel Ricciardo | 192   | =                 |
| 5    | Kimi Räikkönen   | 148   | =                 |

| Pos. | Constructor             | Punts | Canvis de posició |
| ---- | ----------------------- | ----- | ----------------- |
| 1    | Mercedes AMG            | 540   | =                 |
| 2    | Ferrari                 | 395   | =                 |
| 3    | Red Bull - TAG Heuer    | 303   | =                 |
| 4    | Force India             | 147   | =                 |
| 5    | Williams Martini Racing | 66    | =                 |